# Guanto da sera

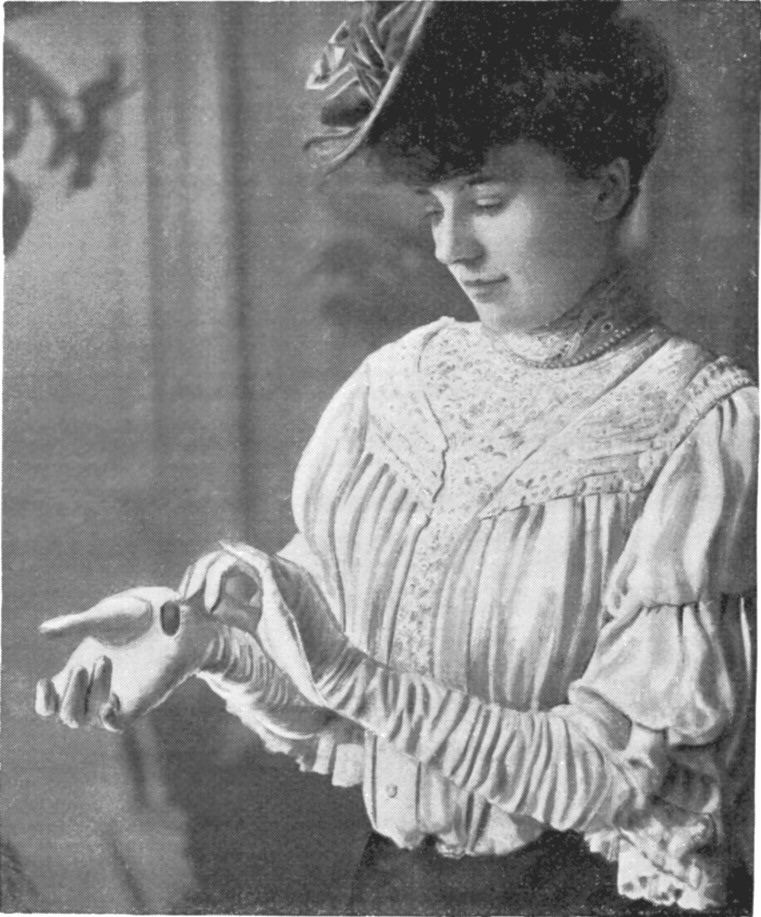
Guanti da opera in capretto bianco per nobildonna

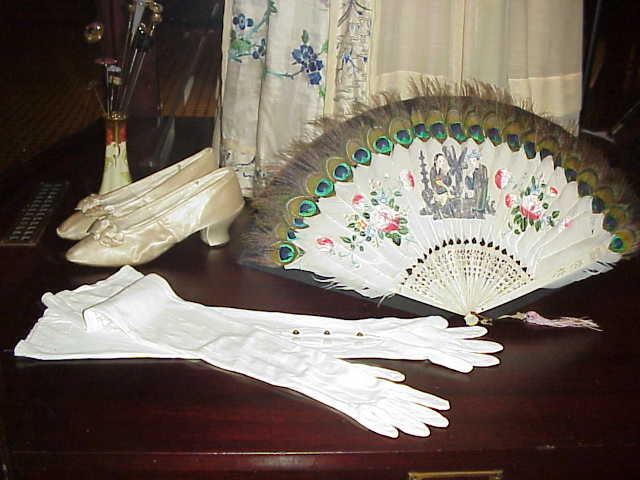
guanto da sera bianco per le donne

I guanti da sera da donna sono guanti lunghi indossati dalle donne come abbigliamento formale, di solito per un abito formale come un abito da sera o un abito da sposa. Tra questi, i guanti da sera più lunghi sono chiamati "guanti da opera". La parte "al gomito o più lunga" è la chiave; guanti che ricoprono una parte consistente dell'avambraccio, fino a poco sotto il gomito, possono legittimamente essere chiamati "guanti lunghi" o "guanti da sera", ma mai "guanti da opera". In questo caso il termine "Opera" probabilmente ha più a che fare con la lunghezza che con le occasioni, come si vede anche in "Opera Length Gloves" e "Opera Length Pearls".
Molti abiti cerimoniali occidentali derivano da costumi rituali cristiani, specialmente nella Chiesa cattolica, la più grande denominazione cristiana in cui i rituali sono rigorosamente disciplinati ed era richiesto per ridurre l'esposizione della pelle. In risposta a questa tendenza, nel mondo occidentale, gli abiti a maniche corte o senza maniche come il dress code notturno devono essere indossati con guanti lunghi fino al gomito anche in occasione di eventi ufficiali e circoli sociali di classe superiore. Pertanto, ha un forte significato come abito formale in un luogo sacro e rigoroso, e si dice che sia un abito sofisticato di una donna ordinata e pulita.
I guanti da donna per abbigliamento formale e semi-formale sono disponibili in tre lunghezze per le donne: polso, gomito e opera (sopra il gomito, che di solito raggiunge i bicipiti ma a volte l'intera lunghezza del braccio). I guanti da opera più nobili sono realizzati su misura in capretto bianco. Molti altri tipi di pelle, la maggior parte delle varietà morbide di pelle bovina, vengono utilizzati nella produzione di guanti da lavoro; la pelle verniciata e la pelle scamosciata sono particolarmente apprezzate come alternative alla pelle di capretto e spesso sono più convenienti della pelle di capretto. I materiali in raso e raso elasticizzato sono estremamente popolari e ci sono anche varietà prodotte in serie. Materiali per guanti più insoliti includono pelli di salmone, pitone e pastinaca.

## Storia

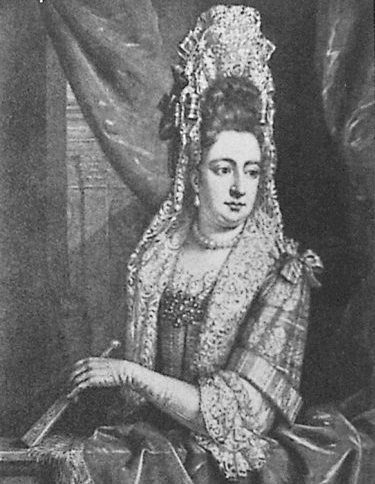
Mary II wearing elbow length gloves c. 1690

### Mondo occidentale

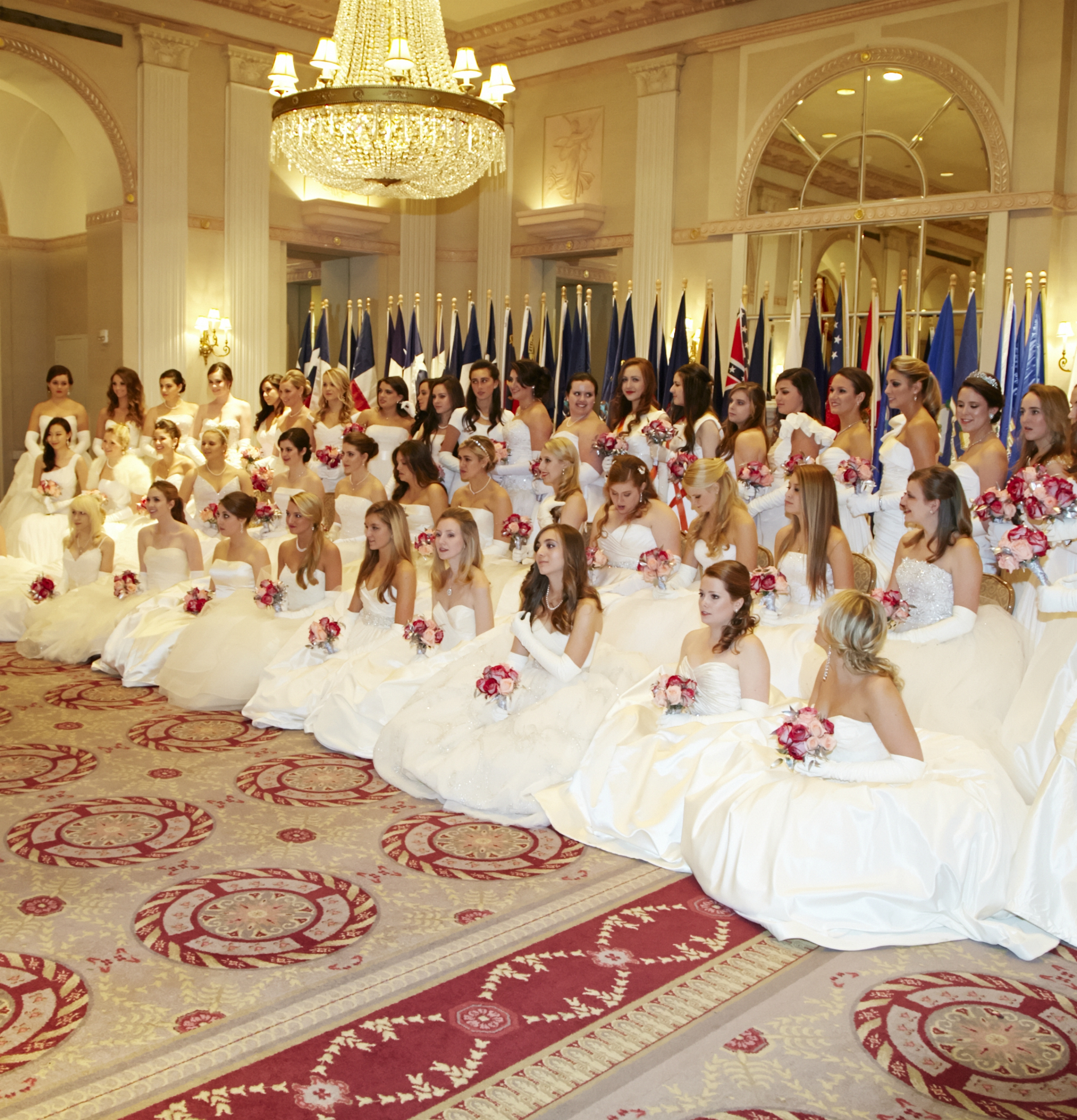
58th International Debutante Ball, 2012, New York City (Waldorf-Astoria Hotel)

Mentre l'etimologia del termine guanto da opera è sconosciuta, i guanti di lunghezza sopra il gomito sono stati indossati almeno dalla fine del XVIII secolo e guanti che raggiungono o appena sotto il gomito sono stati indossati dalle donne nei paesi occidentali dal XVII secolo; in un'incisione ancora esistente della regina Mary d'Inghilterra risalente al 1690, è raffigurata con guanti lunghi fino al gomito. I guanti sopra il gomito furono molto popolari per la prima volta durante il periodo reggenza / napoleonico (circa 1800-1825), e diminuirono in popolarità durante il primo e metà del periodo vittoriano (circa 1830-1870), ma godettero della loro più grande voga nell'ultimo due decenni del XIX secolo e gli anni del XX secolo prima dell'inizio della prima guerra mondiale. In quel periodo erano standard sia per il giorno che per la sera; anche alcuni costumi da bagno erano accessoriati con guanti da opera. L'etichetta considerava i guanti accessori obbligatori sia per gli uomini che per le donne delle classi superiori, quindi era raro vedere una donna ben vestita in un'occasione pubblica che non indossava guanti di qualche tipo. Secondo diversi storici della moda, i guanti sopra il gomito furono ri-popolarizzati durante la fine del XIX secolo dalle attrici Sarah Bernhardt in Francia (per mascherare quelle che considerava le sue braccia eccessivamente sottili) e Lillian Russell negli Stati Uniti.
Il guanto da opera ha goduto di una popolarità variabile nei decenni successivi alla prima guerra mondiale, essendo più diffuso come accessorio di moda negli anni 1940 fino all'inizio degli anni 1960, ma continua ancora oggi ad essere popolare tra le donne che vogliono aggiungere un tocco particolarmente elegante al loro abbigliamento formale. Hanno goduto di piccoli revival nel fashion design in diverse occasioni, essendo popolari nelle collezioni di haute couture alla fine degli anni 2000. I guanti da opera continuano ad essere accessori popolari per abiti da sposa, ballo di fine anno, debuttante e quinceañera e nei balli da sala molto formali. i guanti da opera bianchi sono ancora obbligatori per le debuttanti femminili al Ballo dell'Opera di Vienna. Nel corso dei secoli gli stili e la moda sono cambiati. Ma l'unica costante che lega la prima debuttante in Inghilterra alla moderna debuttante americana, è indossare guanti da debuttante di pelle di capretto bianca sopra il gomito. Il guanto Debutante è stato riconosciuto per oltre un secolo come uno dei principali simboli della femminilità della classe superiore.
A volte sono indossati da intrattenitori come ballerini di can-can e artisti di burlesque, in particolare durante l'esecuzione di uno spogliarello in abito e guanti. Nella cultura popolare, probabilmente le immagini più note che incorporano guanti da opera sono quelle di Rita Hayworth in Gilda (1946) Marilyn Monroe in Gentlemen Prefer Blondes (1953), Cenerentola dal film Disney del 1950 Cenerentola e Audrey Hepburn in Colazione da Tiffany.

### Giappone
In Giappone, alcune donne indossano guanti lunghi tutto il giorno in estate, per proteggere l'ideale irojiro (色 白), o la pelle chiara, che rappresenta la bellezza, la grazia e l'elevato status sociale (così come la purezza e la divinità nelle religioni locali), ed evitare qualsiasi forma di concia.

## Tipi

### Moschettiere

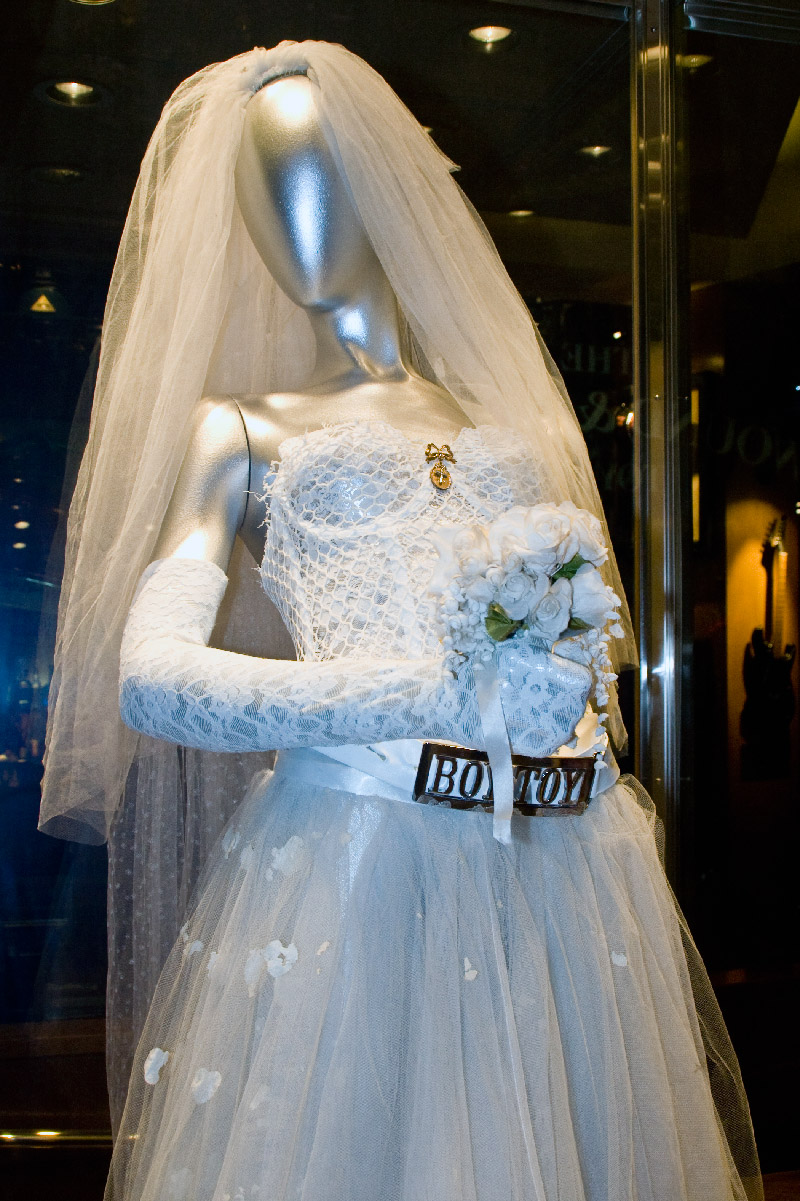
Una foto raffigurante l'abito nuziale di Madonna indossato sulla copertina del disco.

Il tipo più noto di guanto da opera, il Moschettiere, prende questo nome a causa dell'apertura a livello del polso (comunemente lunga tre pollici) che è chiusa di solito da tre bottoni o chiusure a scatto, più frequentemente fatte di perle o di qualche materiale simile. Il Moschettiere è originariamente derivato dai guanti indossati dai moschettieri francesi del XVI e XVII secolo, sebbene, ironicamente, secondo Ambrose Bierce in The Devil's Dictionary, 1911:
I guanti da moschettiere hanno bottoni al polso in modo che chi li indossa possa aprire i bottoni e sfilare la mano senza togliere l'intero guanto. La sezione delle dita sarebbe stata ripiegata e tenuta via in modo ordinato. Questo è il modo in cui le donne indossavano i guanti durante i pasti. Dopo il pasto rimettevano le mani nei guanti, di solito per il resto della serata. Durante il diciannovesimo secolo, specialmente dalla metà dell'era vittoriana in poi, i guanti furono confezionati in modo da adattarsi molto strettamente alle mani e alle braccia, così strettamente, infatti, che era spesso necessario usare ausili come borotalco e ganci per mettersi i guanti; quindi, era considerato un po' 'rozzo indossare o togliere i guanti completamente in pubblico e le donne si assicuravano di indossarli nella privacy delle loro case prima di uscire per qualche evento (un altro motivo per la popolarità dell'apertura del Moschettiere). L'apertura / chiusura del Moschettiere per i guanti lunghi da donna sembra essere diventata molto popolare durante l'era vittoriana; durante il periodo napoleonico / reggenza, i guanti lunghi da donna erano spesso tagliati su misura per adattarsi liberamente al braccio di chi li indossa, e venivano spesso indossati raccolti sotto il gomito o sostenuti sui bicipiti con una cinghia a forma di giarrettiera.
Nel periodo dagli anni 1930 fino all'inizio degli anni 1960, il guanto da sera è stato adattato per essere indossato con alcuni abiti da notte e da notte di fascia alta o completi di vestaglia. Tali guanti erano tipicamente realizzati con lo stesso nylon, rayon o seta trasparente e leggero del set di lingerie in un colore abbinato o complementare e sempre di lunghezza superiore al gomito. Questi guanti sono stati introdotti per portare la moda delle mani coperte in camera da letto, proteggere la pelle durante il sonno e il tempo libero e fornire modestia alle donne durante i viaggi, le visite o l'alloggio condiviso. Sebbene mai diffusi, questi guanti da notte erano un componente desiderato dei completi da camera da letto più costosi. Data la prevalenza dei guanti nella moda femminile della metà del XX secolo, una donna che ha aggiunto guanti da notte al suo guardaroba sarebbe stata guantata praticamente in ogni momento.

## Misure
La lunghezza dei guanti da sera da donna è indicata in termini di "bottoni", indipendentemente dal fatto che abbiano o meno bottoni. La parola deriva dal francese e la misura esatta è in realtà un po' 'più lunga di un pollice. I guanti lunghi al polso sono solitamente a otto bottoni, quelli al gomito sono 16, i bicipiti medi sono 22 e la lunghezza completa delle spalle è 30. I guanti da opera sono lunghi tra 16 e 22 pollici, anche se alcuni guanti possono essere lunghi fino a 29 o 30 pollici . Per adattarsi ai guanti, misurare tutto intorno alla mano nella parte più ampia del palmo dove si trovano le nocche, ma escluso il pollice. La misura in pollici è la taglia del guanto, ma se le braccia sono grandi, può essere pratico aumentare di una taglia. In generale, un guanto da sera è considerato un vero guanto "da opera" se raggiunge la metà del bicipite o più in alto sul braccio di chi lo indossa, nonostante la sua lunghezza effettiva in pollici o bottoni; pertanto, una donna minuta potrebbe trovare un guanto con una misura di 16 o 17 pollici adeguato allo scopo, mentre una donna alta potrebbe aver bisogno di un guanto più lungo di 22 pollici. La parte "al gomito o più lunga" è la chiave; i guanti che coprono una parte consistente dell'avambraccio, fino a poco sotto il gomito, possono legittimamente essere chiamati "guanti lunghi" o "guanti da sera", ma mai "guanti da opera".

## Etichetta dei guanti
Secondo l'etichetta, i guanti devono essere indossati quando si stringe la mano, si balla o si presenta la mano per essere baciati, ma non quando si cena. La regola di base per la lunghezza di tutti i guanti è la seguente: più corta è la manica, più lungo è il guanto. I guanti da opera sono, quindi, correttamente indossati con abiti da cocktail senza maniche o maniche corte o abiti da sera senza spalline, senza maniche o maniche corte. Gli eventi formali richiedono guanti che siano almeno oltre la lunghezza del gomito. Non indossare guanti corti per una relazione con la cravatta bianca. Bianco, avorio, beige e taupe sono i colori tradizionali per i guanti da opera e sono adatti praticamente per ogni occasione in cui vengono indossati i guanti da opera. I guanti da opera neri non dovrebbero essere indossati con abiti bianchi o di colore chiaro, ma solo con abiti di colore scuro o luminoso. Puoi indossare braccialetti sopra i guanti ma non anelli.

## Galleria d'immagini

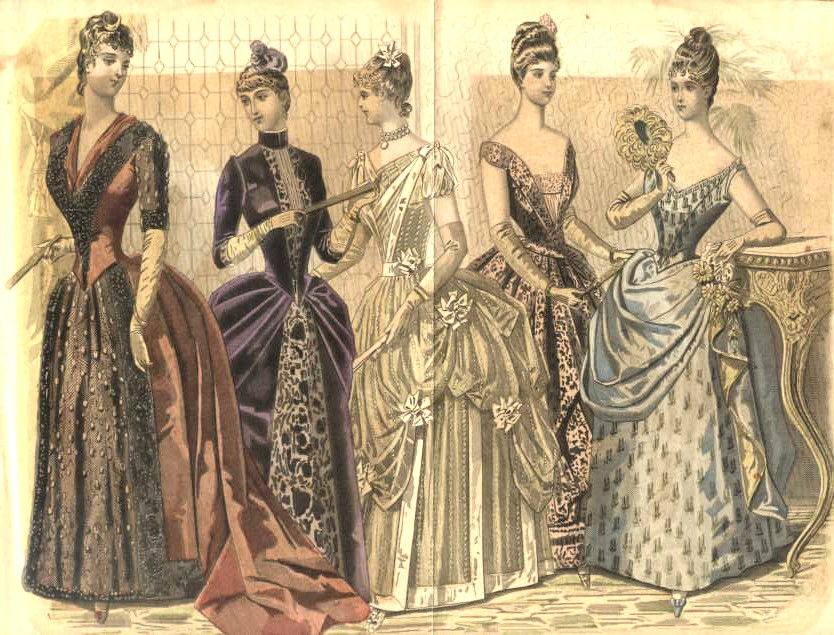
Immagine dal Peterson's Magazine, 1888
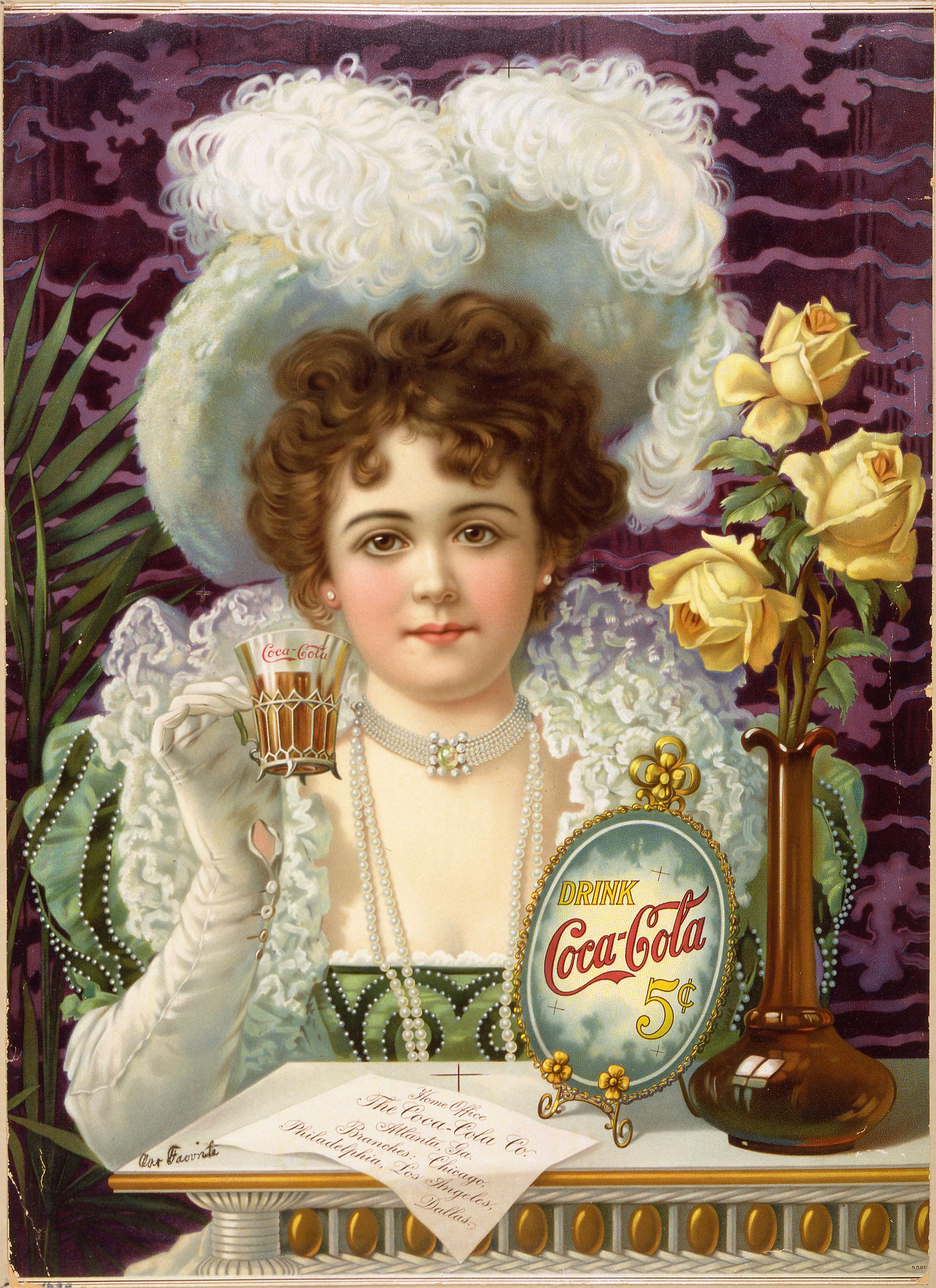
Manifesto pubblicitario della Coca Cola del 1900 circa
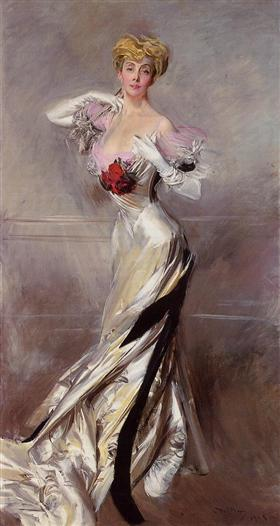
Portrait de la comtesse Zichy par Giovanni Boldini, 1905
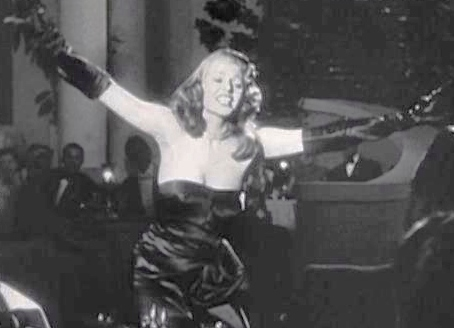
Rita Hayworth nel trailer di Gilda nel 1946
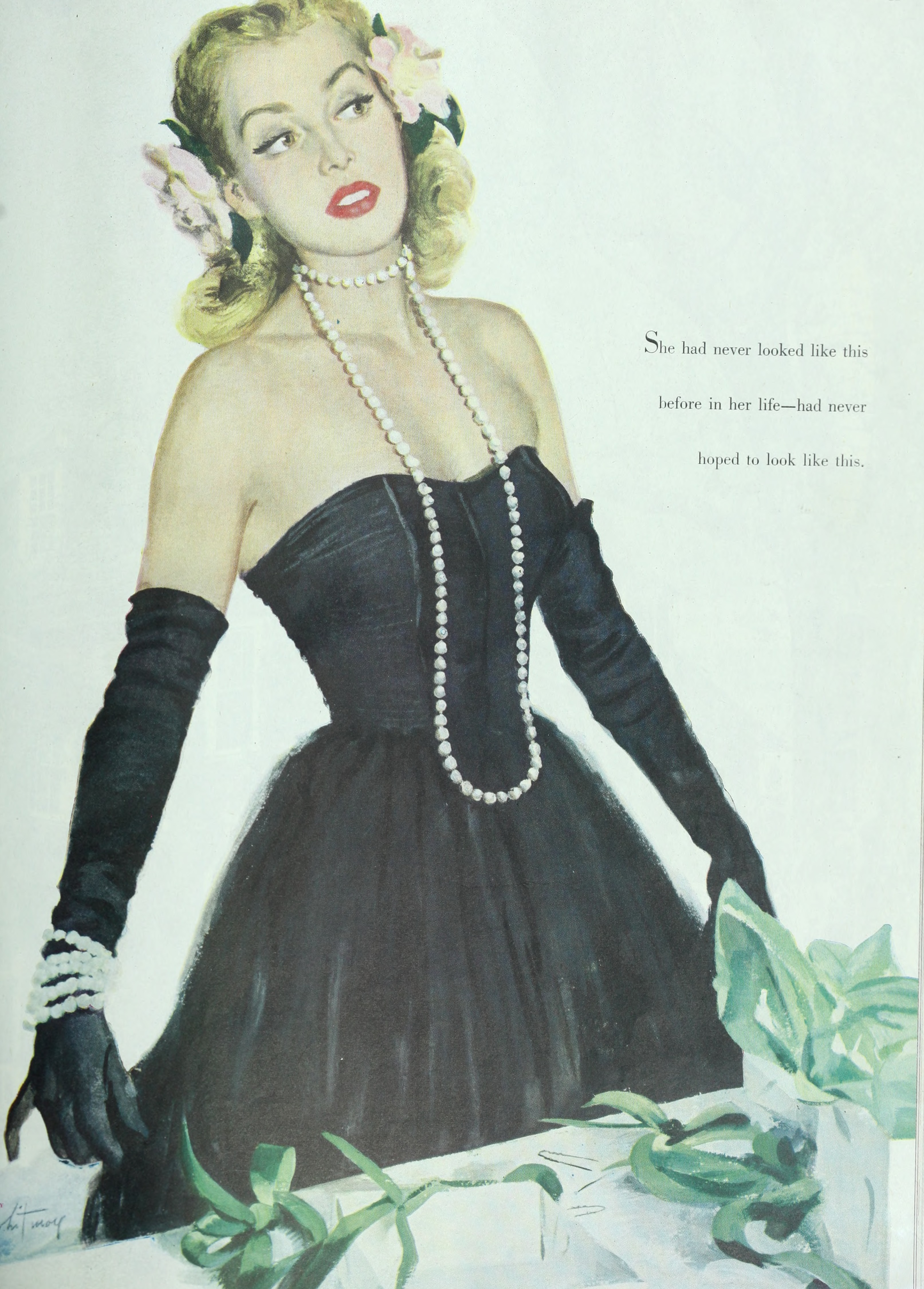
The Ladies home journal, pubblicità del 1948
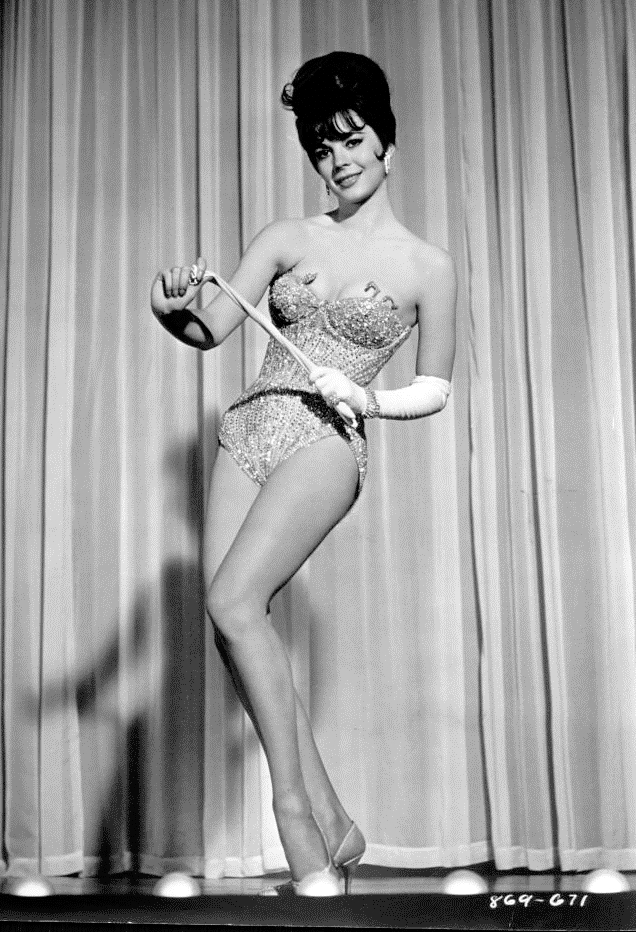
Gypsy Rose Lee ritratta da Natalie Wood nel 1962.
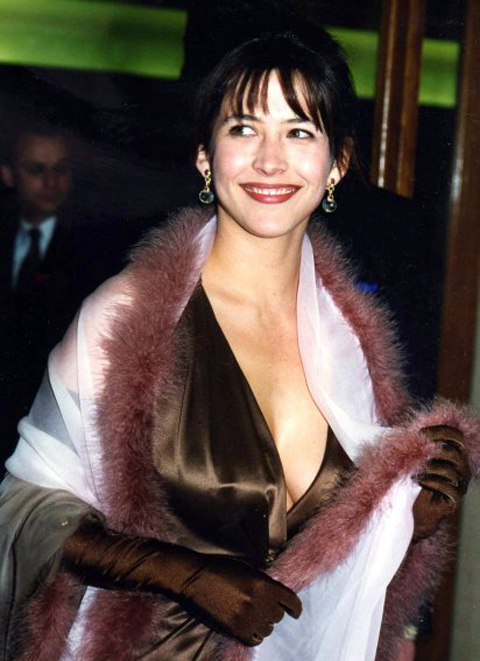
Sophie Marceau mentre indossa dei guanti da sera, 1996.
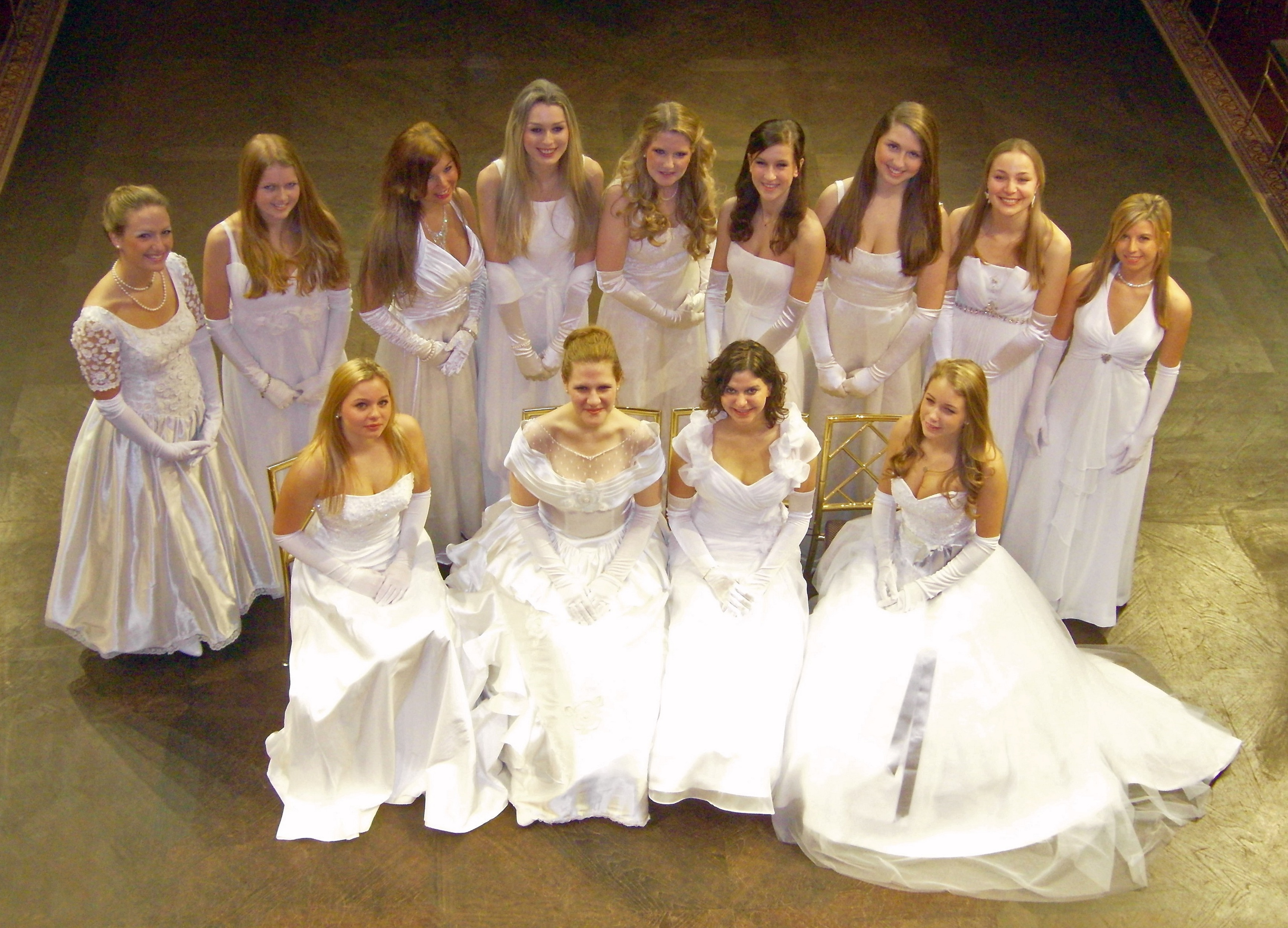
Debuttanti con guanti da opera bianchi, 2012.